# Waldhufen-Vierkirchen
Waldhufen-Vierkirchen est une commune de Saxe (Allemagne), située dans l'arrondissement de Görlitz, dans le district de Dresde. Elle est née de la fusion des deux communes de Waldhufen et Vierkirchen (Saxe).
Le 9 juin 2024, les électeurs des deux communes ont voté en faveur de l'unification le 1er janvier 2025 lors de deux référendums avec une majorité claire de plus des deux tiers des suffrages exprimés.